# Lucio Hortensio (tribuno de la plebe)
Lucio Hortensio  fue un político romano del siglo V. a. C. perteneciente a la gens Hortensia.
Ocupó el tribunado de la plebe en el año 422 a. C. cuando citó a juicio al cónsul del año anterior Cayo Sempronio Atratino por la mala gestión de la guerra contra los volscos. A pesar de la perseverancia que mostró para lograr la condena de Sempronio, retiró finalmente la acusación ante los ruegos de sus colegas tribunos que habían servido a las órdenes del consular.